# Kamila Rosenkranzová
Kamila Rosenkranzová (rodným jménem Terezie Červová, 18. ledna 1880 Kutná Hora – 10. října 1968 Praha) byla česká herečka.

## Život
Narodila se jako Terezie Červová 18. ledna 1880 v Kutné Hoře. Jejími rodiči byli hudebník Josef Červa (pozdější profesor hudby a dirigent v New Yorku) a jeho manželka Ignácie, rozená Venceliusová.
Dne 12. dubna 1904 se v Litomyšli provdala za Rudolfa Rosenkranze. Oba byli v době svatby členy kočovné divadelní společnosti Josefa Muška. Terezie si následně zvolila umělecké jméno Kamila. O počátcích její kariéry však nejsou téměř žádné informace. V roce 1905 se manželům narodila dcera Rudolfína. Dne 9. září 1914 se manželé u okresního soudu na Královských Vinohradech rozvedli od stolu a lože a 24. července 1919 bylo Zemským soudem v Praze jejich manželství prohlášeno za rozloučené. Kamila Rosenkranzová se 1. září 1919 provdala na Královských Vinohradech za Augustina Seimla (1896–194?), zinkografa ze Smíchova, se kterým měla syna Jana (* 1922).[zdroj?]
V květnu 1926 byla, již pod jménem Seimlová-Rosenkranzová, souzena za to, že se vydávala, díky své znalosti angličtiny z doby, kdy v mládí žila s otcem ve Spojených státech, za americkou právničku.
U filmu začínala v roce 1932, její filmová kariéra trvala však jen do roku 1935. V letech 1940/1941 byla však ještě vedena pod jménem Rosenkranzová/Seiml jako filmový pracovník, člen ČMFÚ (Českomoravské Filmové Ústředí).
Kamila Rosenkranzová dožila na pražských Vinohradech a 10. října 1968 ve věku 88 let zemřela ve vinohradské nemocnici. Byla pochována na Vinohradském hřbitově.

## Filmografie
- Načeradec, král kibiců (1932) – prodejkyně s krůtou u Dundra
- Sňatková kancelář (1932) – členka Ligy probouzejících se žen
- Lelíček ve službách Sherlocka Holmese (1932) – Lelíčkova bytná a věřitelka
- Malostranští mušketýři (1932) – posluhovačka u doktorky Wernerové
- Písničkář (1932) – žena ve frontě
- Pobočník Jeho Výsosti (1933) – majitelka klempířství
- Skřivánčí píseň (1933) – garderobiérka Tonka
- Dům na předměstí (1933) – Majdalena, Mejstříkova žena
- U snědeného krámu (1933) – sousedka Píšková
- Dobrý tramp Bernášek (1933) – houpačkářka
- V tom domečku pod Emauzy (1934) – květinářka
- Tři kroky od těla (1934) – bytná Pelikánová
- Cácorka (1935) – koktavá sousedka věšící prádlo